# Louis II de Bourbon-Vendôme
Signature
Louis II de Bourbon-Vendôme (octobre 1612, Paris - 12 août 1669, Aix-en-Provence), est un prince français, petit-fils d'Henri IV, qui fut duc de Mercœur (1612), puis duc de Vendôme (1665-1669), duc d'Étampes (1665), comte de Penthièvre (1665) et cardinal de Vendôme (1667). Il fut aussi vice-roi de Catalogne (1649-1651).

## Biographie

### Origines et famille

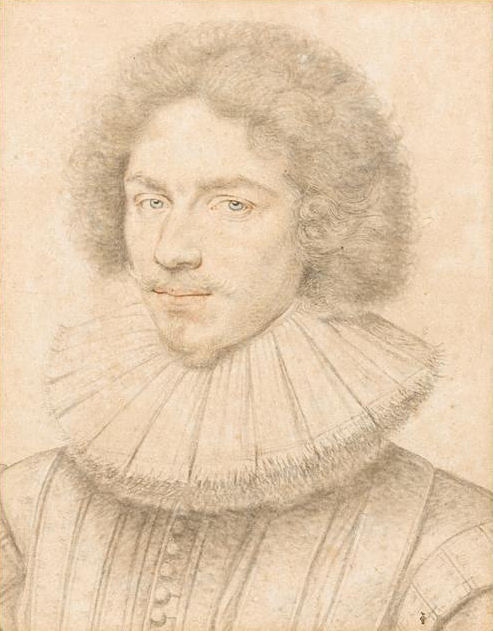
Portrait de Louis de Vendôme réalisé par Dumonstier.

Il est le fils ainé de César, duc de Vendôme, et de Françoise de Lorraine.
Il porte le titre de duc de Mercœur du vivant de son père. Il épouse le 4 février 1651 Laure Mancini (1636-1657), nièce de Jules Mazarin, qui lui donne :
- Louis Joseph (1654-1712), duc de Vendôme épouse en 1710 Marie-Anne de Bourbon (1678-1718), petite-fille du Grand Condé,
- Philippe (1655-1727), dit le prieur de Vendôme,
- Jules César (1657-1660).

### Carrière militaire
En compagnie de son frère, le duc de Beaufort, il suit le roi Louis XIII pendant le voyage qu'il effectue en 1630 en Savoie. Il sert ensuite comme volontaire en 1630-40 et est blessé grièvement au siège d'Arras en 1640. Il reste attaché au parti royal pendant la Fronde. Il lève un régiment de cavalerie en 1649, a la vice-royauté de Catalogne et le commandement de l'armée et du pays de Provence en 1652, le gouvernement de ladite province en 1653 et le commandement de l'armée de Lombardie en 1656.
Après la mort de son épouse en 1657, il tombe amoureux de Lucrèce de Forbin-Soliès, surnommée la « Belle du Canet », veuve d'Henri de Rascas, seigneur du Canet, premier consul d’Aix-en-Provence. Il fait construire à Aix-en-Provence, le pavillon de Vendôme, pour y abriter ses amours, et souhaite même l'épouser, mais, sous la pression de la cour qui ne souhaite pas le voir se remarier, il entre dans les ordres.

### Cardinal de l’Église catholique
Il est créé cardinal lors du consistoire du 7 mars 1667 par le pape Alexandre VII. Il reçoit sa barrette rouge de cardinal et le diaconat de Santa Maria in Portico le 18 juillet 1667. Il participe au conclave de 1667 qui élit le pape Clément IX. Le Cardinal de Vendôme est nommé légat a latere de France en tant que compatris au baptême du Dauphin, le fils de Louis XIV, le 16 janvier 1668.
Il meurt à Aix-en-Provence, le 12 août 1669 et est enterré à Vendôme, dans la collégiale du château où repose ses ancêtres. La nouvelle de sa mort ne parvient à Rome que le 22 août 1669.